# Josef Kostner

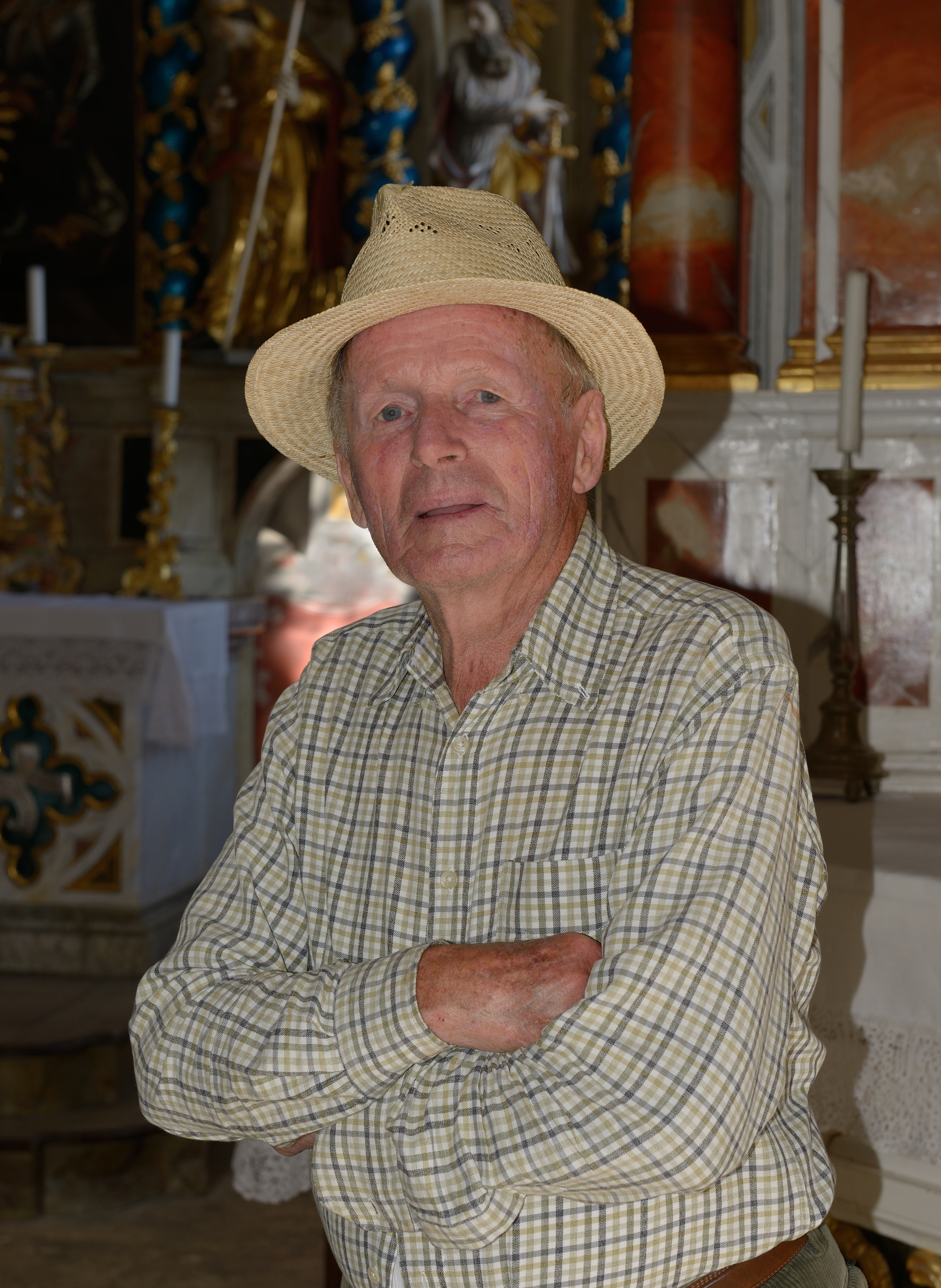
Josef Kostner in der Kirche St. Jakob (2012)

Josef Kostner (* 11. August 1933 in St. Ulrich in Gröden; † 10. Juli 2017) war ein Grödner Bildhauer und Dichter in ladinischer Sprache.

## Leben und Wirken
Kostner besuchte die Kunstschule in St. Ulrich unter Raimund Mureda und Rudolf Moroder-Rudolfine. Von 1960 bis 1980 war er Professor für Plastik und Skulptur an den Kunstschulen von Wolkenstein und St. Ulrich. Eine Eigenart seines Schaffens sind in Beton gegossene Plastiken. 
Er nahm in den 1950er Jahren an der Gruppe Ruscel teil, die neue Wege in der traditionellen Grödner Holzschnitzerei beschreiten wollte. Er war Mitglied des Südtiroler Künstlerbundes.
Als Heimatforscher publizierte er vier topographische Karten mit den Grödnerischen Ortsnamen.

## Bibliographie
- (Josef Kostner): Planta de Resciesa. Calënder de Gherdëina 1960, Union di Ladins, St. Ulrich 1959, S. 111.
- Josef Kostner, Gilo Prugger: Planta danter i ruves de Cuecenes y Ncisles. Calënder de Gherdëina 1967, Union di Ladins, St. Ulrich 1966, S. 93.
- Josef Kostner, Gilo Prugger: Cherta de Frea y ujinanza. Calënder de Gherdëina 1970, Union di Ladins, St. Ulrich 1969, S. 92.
- Josef Kostner, Gregor Prugger: Cherta de Ciandevaves y de Ciandepinëi. Calënder de Gherdëina 1974, Union di Ladins, St. Ulrich 1973, S. 124–125.
- Cun Lizënza. Istitut Ladin Micurà de Rü, San Martin de Tor 2007, ISBN 978-88-8171-070-6 (Gedichte).
- Zacan cuntovi. Istitut Ladin Micurà de Rü, San Martin de Tor 2010, ISBN 978-88-8171-088-1 (Erzählungen).

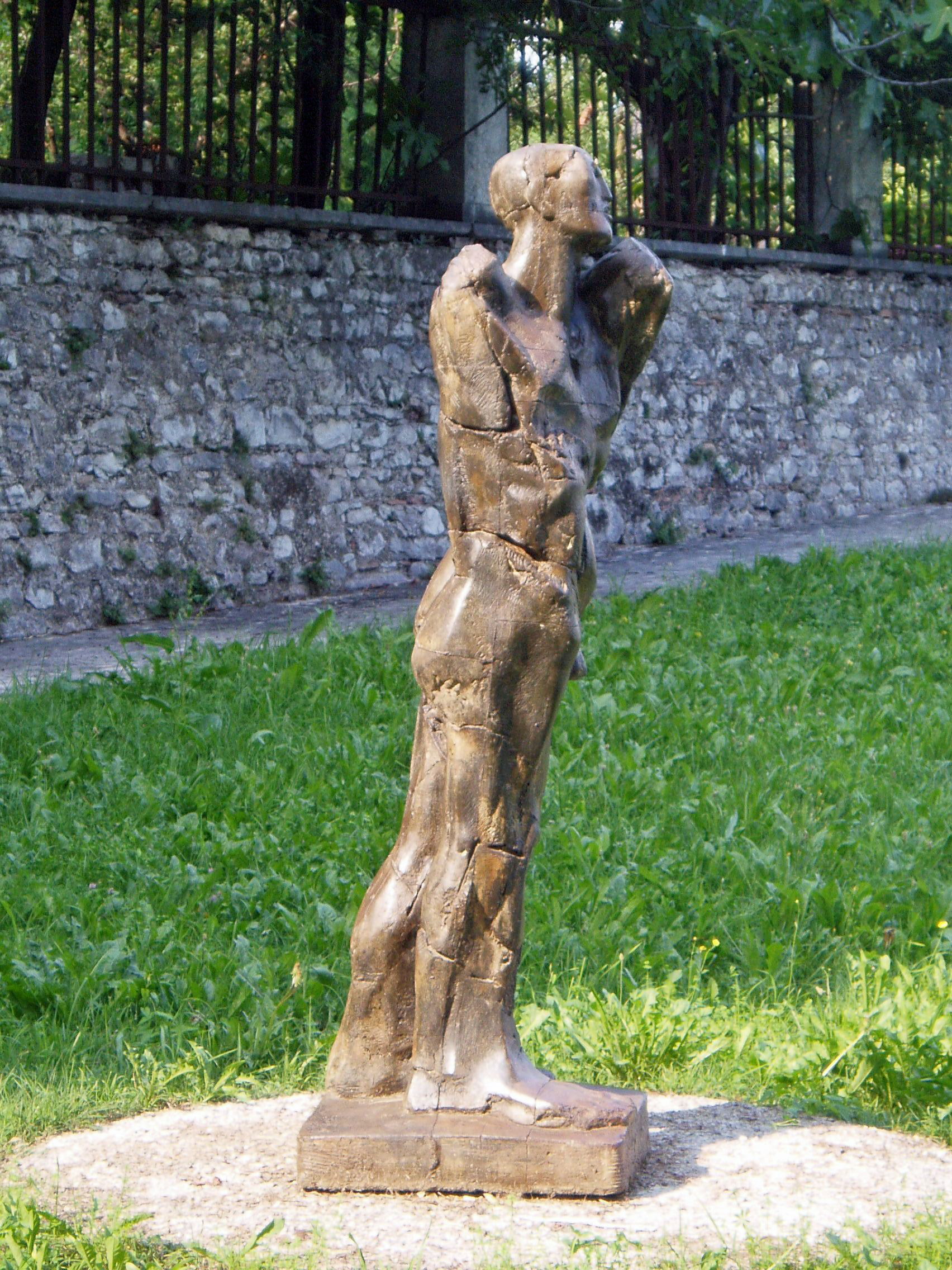
Plastik von Josef Kostner, in Beton gegossen, in Possagno (2005)